# Januari 2015
Dit artikel geeft een chronologisch overzicht van de belangrijkste gebeurtenissen per dag van de maand januari in het jaar 2015.

## Gebeurtenissen

### 1 januari
- In Luxemburg is voortaan een homohuwelijk mogelijk.
- Litouwen schakelt over naar de euro en wordt het negentiende lid van de eurozone.
- De Franse econoom Thomas Piketty wordt voorgedragen als ridder in het Légion d'Honneur, maar weigert de Franse onderscheiding.
- In de Chinese havenstad Shanghai vallen 36 doden bij een stormloop tijdens een groot feest ter gelegenheid van oud en nieuw.

### 2 januari
- In Duitsland voert het kabinet-Merkel III een wettelijk minimumloon van minstens 8,50 euro bruto per uur in.
- Duizenden mensen komen op straat in Haïti om het ontslag te eisen van president Martelly, die samen met zijn regering wordt beschuldigd van corruptie.
- In Zweden wordt op verschillende plaatsen betoogd tegen onverdraagzaamheid na meerdere aanslagen op moskeeën.

### 3 januari
- In de Australische deelstaten South Australia en Victoria moeten duizenden mensen hun huis verlaten vanwege de bosbranden die daar al enkele dagen woeden. Het zijn de ergste branden in Australië in dertig jaar tijd.
- De terreurorganisatie Islamitische Staat laat tientallen mannen vrij die zij de dag ervoor in twee dorpen had ontvoerd.
- Vluchtende bewoners van het dorp Malari in de Nigeriaanse staat Borno melden dat Boko Haram op oudejaarsavond veertig jongens en jongemannen heeft ontvoerd.
- In de aanloop naar de Griekse parlementsverkiezingen laat oud-premier Giorgos Papandreou weten dat hij uit de sociaaldemocratische partij PASOK stapt en zijn eigen partij opricht, de Beweging van Democratische Socialisten.
- Het autovrachtschip MV Hoegh Osaka loopt vast op een zandbank tussen Engeland en het eiland Wight.

### 4 januari
- De radicaalislamitische terreurgroep Boko Haram verovert de stad Baga en een internationale militaire basis in het noordoosten van Nigeria. Het grootste deel van de stad wordt in brand gestoken en minstens honderd inwoners worden vermoord.
- Tsjechische archeologen graven een 4.500 jaar oude koninklijke graftombe op in Egypte, van koningin Chentkaoes III, vermoedelijk de echtgenote van farao Neferefre. Een team van Italiaanse en Spaanse archeologen herontdekt er de symbolische graftombe van Osiris, de Egyptische god van de doden.

### 6 januari
- Amerikaanse astronomen ontdekken acht nieuwe exoplaneten  met behulp van de Kepler-ruimtetelescoop. Twee daarvan, Kepler-438b en Kepler-442b, zijn de meest op de Aarde lijkende rotsplaneten ontdekt buiten het zonnestelsel.

### 7 januari
- In Parijs wordt een aanslag op de redactie van het satirische tijdschrift Charlie Hebdo gepleegd. Bij de aanslag komen twaalf personen om het leven. Zowel in Frankrijk als daarbuiten volgen massale solidariteitsbetuigingen.

### 8 januari
- De Verenigde Staten sluiten veertien militaire bases in Europa, waaronder legerbases in België, Duitsland en Nederland.
- Bij een ongeluk met een schip met ongeveer 150 toeristen aan boord voor de westkust van Costa Rica komen drie mensen om het leven.

### 9 januari
- De Franse politie beëindigt een vermeende gijzeling in een drukkerij in Dammartin-en-Goële door de twee verdachten van de aanslag op Charlie Hebdo, en een gijzeling in een joodse supermarkt in Parijs. Bij het begin van de gijzeling in de supermarkt komen vier mensen om het leven, de drie daders van de gijzeling komen ook om.
- De voormalige Sri Lankaanse minister van Gezondheid Maithripala Sirisena wint de presidentsverkiezingen in zijn land.
- NASA- en Caltech-astronomen nemen voor het eerst twee superzware zwarte gaten waar, die op het punt staan met elkaar te botsen en samen te smelten.

### 11 januari
- Ongeveer anderhalf miljoen mensen, onder wie circa vijftig wereldleiders, nemen deel aan de mars voor de republiek door de Franse hoofdstad Parijs naar aanleiding van de aanslag op Charlie Hebdo. Ook in andere Franse steden gaan mensen massaal de straat op.

### 12 januari
- De voormalige Kroatische minister van Buitenlandse Zaken Kolinda Grabar-Kitarović wordt gekozen als de eerste vrouwelijke president van haar land.
- De Portugese voetballer Cristiano Ronaldo wint voor de derde keer in zijn loopbaan de Gouden Bal. Bij de vrouwen is de Gouden Bal voor de Duitse voetbalster Nadine Keßler.
- De Amerikaanse actrice Julianne Moore en de Engelse acteur Eddie Redmayne krijgen de Golden Globes voor respectievelijk beste vrouwelijke en beste mannelijke hoofdrol uitgereikt. De Golden Globe voor beste film gaat naar de Amerikaanse film Boyhood.
- In Mozambique komen minstens 69 mensen om het leven na het drinken van besmet bier.
- De Oekraïense ex-president Viktor Janoekovytsj wordt door Interpol op een internationale lijst gezet op verdenking van verduistering en financiële en vastgoedfraude.

### 13 januari
- Bij overstromingen door hevige regenval in het Afrikaanse Malawi vallen 176 doden. Daarnaast raken duizenden mensen dakloos. Ook Mozambique kampt met overstromingen. Daar vallen minstens 71 doden; tienduizenden mensen vluchten.
- Een mortiergranaat komt terecht op een passagiersbus in Oost-Oekraïne. Daarbij komen zeker elf mensen om het leven en minstens dertien anderen raken gewond.
- Het Kameroens leger doodt 143 Boko Haram-strijders.

### 14 januari
- De Italiaanse president Giorgio Napolitano treedt formeel af wegens tanende kracht door zijn hoge leeftijd.
- Het Hof van Justitie van de Europese Unie oordeelt dat het opkopen van staatsobligaties door de ECB niet in strijd is met Europese verdragen.

### 15 januari
- De Wikipediagemeenschap krijgt de Erasmusprijs toegekend. In het najaar van 2015 zal de prijs uitgereikt worden aan vertegenwoordigers van de gemeenschap.
- In België worden in verschillende plaatsen antiterreuracties gehouden. In een huis in Verviers worden twee verdachten doodgeschoten.
- De Verenigde Staten gaan Syrische rebellen trainen en bewapenen.

### 17 januari
- 2014 gaat de geschiedenis in als wereldwijd het warmste jaar ooit.
- Bij protesten tegen de afbeelding van de profeet Mohammed in het nieuwe nummer van het Franse satirische weekblad Charlie Hebdo worden in de Nigerese hoofdstad Niamey verscheidene kerken geplunderd en in brand gestoken. Na twee dagen van protest zijn tien mensen omgekomen.
- In Noord-Irak laat de radicaalislamitische terreurbeweging IS tussen de 200 en 350 Jezidi's vrij. Het gaat voornamelijk om ouderen, zieken en gehandicapten.
- Het Oekraïense leger en de pro-Russische rebellen leveren fel strijd om de luchthaven van Donetsk. Bij de gevechten zouden drie soldaten en twee burgers zijn omgekomen.

### 18 januari
- In de Filipijnse hoofdstad Manilla eindigt paus Franciscus zijn reis door Azië met een mis. Deze wordt bijgewoond door meer dan zes miljoen gelovigen en is daarmee de grootste katholieke mis ooit.
- Aanklagers van het Internationaal Strafhof in Den Haag gaan onderzoek doen naar mogelijke oorlogsmisdaden door Israël tijdens het conflict in de Gazastrook 2014. De Israëlische regering vraagt daarom bevriende landen als Australië, Canada en Duitsland om hun financiële bijdrage aan het Internationaal Strafhof te staken.
- Bij een raketaanval door het Israëlische leger op het Syrische deel van de Golanhoogte vallen zeven doden: zes leden van de Libanese militie Hezbollah en een Iraanse generaal.

### 19 januari
- Bij een verkiezing georganiseerd door het blad Binnenlands Bestuur kiezen collega's bestuurders, ambtenaren en lezers van het politiek blad de Rotterdamse burgemeester Ahmed Aboutaleb tot beste Nederlandse gemeentelijk bestuurder van het jaar 2014.
- De Nigeriaanse terreurgroep Boko Haram ontvoert tachtig mensen in buurland Kameroen.
- De Verenigde Naties en de Malinese regering verklaren Mali vrij van ebola.

### 20 januari
- De Nederlandse Eerste Kamer stemt in met het sociaal leenstelsel dat de basisbeurs per 1 september 2015 definitief gaat vervangen in het Nederlands hoger en universitair onderwijs.

### 21 januari
- De Jemenitische president Abd Rabbuh Mansur Al-Hadi en de Houthi-rebellen sluiten een bestand na bemiddeling door de Verenigde Naties.

### 22 januari
- In het Herinneringscentrum Kamp Westerbork begint een Auschwitzherdenking met het voorlezen van de namen van 102.000 Nederlandse Holocaust-slachtoffers.
- De Europese Centrale Bank gaat vanaf maart 2015 tot eind september 2016 voor 60 miljard euro per maand aan bedrijfs- en staatsobligaties bij banken opkopen. Het totale bedrag aan kwantitatieve verruiming door de ECB bedraagt 1.140 miljard euro.
- Onderzoekers van de universiteit van Portland stellen vast dat een elektronische sigaret met een batterij boven de 3 volt 5 tot 15 keer kankerverwekkender kan zijn dan een gewone sigaret.
- Onder druk van Houthi-rebellen die de hoofdstad Sanaa controleren, bieden zowel president Abd Rabbuh Mansur als premier Khaled Bahah van Jemen hun ontslag aan.
- Minstens dertien mensen komen om wanneer een granaat inslaat op een bushalte in de Oost-Oekraïense stad Donetsk. Het is onduidelijk wie verantwoordelijk is.

### 24 januari
- Het zuidoosten van Brazilië kampt met de ergste droogte in 80 jaar. Door de droogte zijn vooral in de regio's rond de steden Rio de Janeiro en São Paulo water- en stroomtekorten ontstaan.
- Bij een raketaanval op de Oekraïense havenstad Marioepol vallen minstens dertig doden.
- In België vindt de openingsceremonie van Bergen Culturele hoofdstad van Europa 2015 plaats.

### 25 januari
- De radicaal-linkse oppositiepartij SYRIZA wint de vervroegde Griekse parlementsverkiezingen. De partijleider, Alexis Tsipras, volgt daarmee Andonis Samaras op als premier van Griekenland.
- Bij een poging van een elite-eenheid van de Filipijnse politie om enkele islamitische terroristen van Jemaah Islamiyah op te pakken worden minstens 44 agenten gedood in een hinderlaag in Mamasapano in het zuiden van het land. President Benigno Aquino III roept 30 januari uit tot dag van nationale rouw.
- De radicaalislamitische terreurgroep Boko Haram verovert de Nigeriaanse stad Monguno. Ook valt de terreurgroep de naburige stad Maiduguri aan. Bij gevechten die daarbij uitbreken komen 56 strijders van Boko Haram en negen Nigeriaanse militairen om.
- De Nigeriaanse radicaalislamitische terreurgroep Boko Haram laat ongeveer 190 gegijzelden vrij. Het gaat om jonge mannen, vrouwen en kinderen die sinds 6 januari 2015 werden vastgehouden in het noordoosten van Nigeria.
- In de Egyptische hoofdstad Caïro zijn bij protesten tegen het vieren van de opstand van 2011 zeker achttien mensen om het leven gekomen.

### 26 januari
- Uit onderzoek van Australische technici van de Australian Antarctic Division blijkt dat Tooten, de grootste gletsjer van Oost-Antarctica, aan het smelten is door het warme oceaanwater.
- De Nederlandse sportbestuurder Michael van Praag stelt zich officieel kandidaat voor het voorzitterschap van de wereldvoetbalbond FIFA en is daarmee een directe uitdager van huidig voorzitter de Zwitser Sepp Blatter. Naast Van Praag is ook de oud-Portugese voetballer Luís Figo kandidaat.
- Bij een crash van een Griekse F-16 op een luchtmachtbasis in Spanje komen zeker tien mensen om het leven. Dertien anderen raken gewond.

### 27 januari
- Wetenschappers ontdekken met behulp van de Kepler-ruimtetelescoop een 11,2 miljard jaar oud planetenstelsel met vijf exoplaneten die rond een Zonachtige ster draaien. Het stelsel van Kepler-444 is daarmee het oudste nu bekende planetenstelsel in het melkwegstelsel.
- In de Libische hoofdstad Tripoli bestormen vijf gewapende mannen het luxehotel Corinthia. Daarbij komen tien mensen om het leven. De Libische tak van de Islamitische Staat (IS) eist de aanlag op.

### 28 januari
- Bij een raketaanval van de Libanese militie Hezbollah op een Israëlisch militair konvooi op de Golanhoogten komen twee Israëlische militairen om het leven. Het Israëlische leger reageert met het afvuren van granaten op Zuid-Libanese dorpen. Daarbij komt een Spaanse militair van de VN-vredesmacht UNIFIL om het leven.

### 29 januari
- Een negentienjarige man met een goed gelijkend neppistool dringt het gebouw van de NOS op het Media Park in Hilversum binnen, even voor het achtuurjournaal zou beginnen. Hij eist een aantal minuten zendtijd op tv, maar wordt al snel door de politie in de studio overmeesterd.
- Het Tsjadisch leger herovert de Nigeriaanse stad Malumfatori op Boko Haram.
- Bij aanslagen op onder meer een legerbasis, een hotel en een controlepost van de veiligheidsdiensten op het Egyptische schiereiland Sinaï komen minstens 26 mensen om het leven. Zeker zestig anderen raken gewond. Een Egyptische jihadistische groep gelieerd aan de IS eist de aanslag op.

### 30 januari
- De Hoge Raad in Den Haag oordeelt dat de Nederlandse Staatsloterij zich in de periode 2000 tot 2008 schuldig heeft gemaakt aan het misleiden van deelnemers.

### 31 januari
- De Amerikaanse tennisspeelster Serena Williams wint voor de zesde keer in haar carrière het Australian Open bij de dames: een record in het open tijdperk.
- Italiaanse parlementariërs en regiovertegenwoordigers kiezen oud-minister Sergio Mattarella tot president van Italië.
- Bij een aanval van de Nigeriaanse radicaalislamitische terreurgroep Boko Haram op de Kameroense stad Fotokol komen 123 Boko Haram-strijders en drie Tsjadische militairen om het leven.
- Bij gevechten tussen het Oekraïens leger en pro-Russische separatisten in het oosten van Oekraïne komen vijftien militairen om het leven.

## Overleden
<< · januari · februari · maart · april · mei · juni · juli · augustus · september · oktober · november · december · >>